# 景福宮 (北京故宮)
景福宮，位於紫禁城内廷外东路寧壽宮区东北部，是清朝康熙帝為其母仁憲皇太后所建。

## 历史
景福宫始建于清朝康熙二十八年（1689年），是康熙朝的仁憲皇太后（顺治帝孝惠皇后）所居。乾隆三十七年（1772年）仿照建福宫后面的静怡轩重建，以待乾隆帝归政之后宴憩使用。嘉庆七年（1802年）、光绪十七年（1891年）重修。

## 建筑
景福宫坐北朝南，平面呈正方形，面阔五间、进深五间，四周有围廊。前檐明间开有门，次间、梢间则是槛窗；后檐东梢间开门，其他四间是槛墙、支摘窗；两山面都是槛墙和支摘窗。景福宫位于汉白玉须弥座台基之上，檐柱的柱础雕有覆莲花纹，此为宫中罕有。顶覆绿琉璃瓦黄剪边，三卷勾连搭歇山卷棚顶，檐下绘有苏式彩画。景福宫的占地面积较大，但因屋顶处理得当，所以建筑没有突兀之感，造型舒展而又灵巧，和四周的园林式环境相互协调，体现了宁寿宫作为乾隆帝归政之后居所的意涵。
景福宫外檐下方悬挂“景福宫”匾额，室内明间悬挂“五福五代堂”匾额，均为乾隆帝御笔。乾隆年间，曾在景福宫内陈设西洋仪器。景福宫的西窗外仿静怡轩种植梅树，冬季设毡棚对梅树加以保护。
景福宫前的东、西两面都是游廊，和景福宫的前廊相连，围合成为半开敞的一座小庭院，庭院内种植松柏。西侧游廊中间设有垂花门，即“景福门”，门外是一个小院，小院的正中有一个八角形汉白玉须弥座，南北长4.2米，东西宽2.5米，高约1米，座口环绕着高约30厘米的铜质栏杆。座上安放着一块高4.5米的巨石，纹理清楚，姿态挺拔而隽秀，这是紫禁城内知名的山石——“文峰”。文峰东面下部镌刻着乾隆帝御制《文峰诗》，内称其为“景福宫前镇枢纽”。过文峰向北走，穿过两重月亮门，便来到佛日楼。
景福宫为宁寿宫东路的主体建筑，其北面是梵华楼，西面和宁寿宫中路的景祺阁相望。景福宫和周围建筑间安插着游廊及虎皮石墙。